# Dominion Cemetery
Dominion Cemetery is een Britse militaire begraafplaats met gesneuvelden uit de Eerste Wereldoorlog, gelegen in het Franse dorp Hendecourt-lès-Cagnicourt (Pas-de-Calais). De begraafplaats ligt in het veld op 2.150 m ten oosten van het dorpscentrum (Église Saint-Léger). Ze is bereikbaar vanaf de Rue d'Arras (Cagnicourt) via een veldweg van 550 m. De begraafplaats heeft een rechthoekig grondplan met een oppervlakte van 818 m² en is omgeven door een muur van gekloven keien afgedekt met witte natuurstenen. Het Cross of Sacrifice staat aan de zuidwestelijke muur. De begraafplaats wordt onderhouden door de Commonwealth War Graves Commission.
Er worden 231 doden herdacht waaronder 5 niet geïdentificeerde.

## Geschiedenis
Het dorp werd in de nacht van 1 op 2 september 1918 door de 57th (West Lancashire) en de 52nd (Lowland) Division veroverd. Na de aanval door het Canadian Corps op de Drocourt-Queant frontlijn werd in dezelfde maand de begraafplaats door deze troepen gestart. De graven in de Imperial Cemetery, dat ten westen van het dorp lag, werden verplaatst naar H.A.C. Cemetery in Écoust-Saint-Mein. Eén Canadees graf dat enkele kilometers ten oosten van het dorp lag werd na de wapenstilstand naar Dominion Cemetery overgebracht.
Er liggen nu 214 Canadezen (waaronder 3 niet geïdentificeerde) en 17 Britten (waaronder 2 niet geïdentificeerde) begraven. Eén Canadees wordt herdacht met een Special Memorial omdat zijn graf niet meer gelokaliseerd kon worden en men aanneemt dat hij zich onder een naamloos graf bevindt.

## Graven

### Onderscheiden militairen
- Arthur George Knight, sergeant bij de Canadian Infantry werd onderscheiden met het Victoria Cross (VC) voor zijn moedige actie bij een aanval waarbij hij alleen enkele Duitsers doodde en een twintigtal gevangen nam. Hierdoor konden zijn manschappen de achtervolging op de terugtrekkende vijand verder zetten. Hij werd ook vereerd met het Croix de guerre.
- de luitenants Otto Bertel Krenchel en Archibald Liddell McLean, allebei dienend bij de Canadian Infantry werden onderscheiden met het Military Cross en de Distinguished Conduct Medal (MC, DCM)
- Morton Joseph Mason, kapitein bij de Canadian Infantry en L.T. White, onderluitenant bij de Royal Garrison Artillery werden onderscheiden met het Military Cross (MC).
- V.H. McElroy, luitenant bij de Canadian Engineers werd onderscheiden met het Distinguished Flying Cross (DFC).
- David Hutchinson, sergeant bij de Canadian Engineers werd onderscheiden met de Meritorious Service Medal (MSM).
- luitenant Francis Joseph Hurley, sergeant J. Stephen en soldaat G.D. Hays, alle drie dienend bij de  de Canadian Infantry werden onderscheiden met de Distinguished Conduct Medal (DCM). Lt F.J. Hurley ontving ook nog de Military Medal (MM).
- er zijn nog 16 militairen die de Military Medal (MM) ontvingen waaronder luitenant John Morrice en korporaal Alfred Howard Hastings tweemaal (MM and Bar).

### Alias
- soldaat Leo M. Hennessey diende onder het alias J. Rogers bij de Canadian Infantry.